# Provinciale weg 290
De provinciale weg 290 (N290) is een provinciale weg in de provincie Zeeland. De weg loopt in Zeeuws-Vlaanderen en vormt een verbinding tussen de N62 ten zuiden van Terneuzen en de Nederlands-Belgische grens bij Kapellebrug. Op Belgisch grondgebied loopt in het verlengde van de weg de N403 richting Sint-Niklaas.
De weg is uitgevoerd als tweestrooks-gebiedsontsluitingsweg met buiten de bebouwde kom een maximumsnelheid van 80 km/h. In de gemeente Terneuzen heet de weg achtereenvolgens Hoofdweg, Terneuzensestraat, Rondweg en Veerstraat. In de gemeente Hulst draagt de weg de namen Provincialeweg, Hulsterweg en Gentsevaart.

## Geschiedenis
Oorspronkelijk was de huidige N290 een rijksweg. Vanaf het Rijkswegenplan 1932 vormde het gedeelte tussen Terhole en de grens met België het zuidelijk deel van rijksweg 60 welke van Kruiningen en Perkpolder naar de Belgische grens verliep. Deze weg zou in alle volgende rijkswegenplannen tot het laatste rijkswegenplan van 1984 als planweg behouden blijven. Vanaf de invoering van wegnummers ten behoeve van bewegwijzering in 1976 werd het gedeelte dat onderdeel was van rijksweg 60 bewegwijzerd als N60.
Door de opening van de Westerscheldetunnel in maart 2003 en het uit de vaart nemen van de veerverbinding Kruiningen - Perkpolder verloor rijksweg 60 haar functie voor het doorgaande verkeer tussen Zuid-Beveland en België. Per 1 januari 2007 werd de weg daarom overgedragen aan de provincie Zeeland. Deze nummerde het gedeelte tussen Perkpolder en Terhole als N689, het gedeelte tussen Terhole en de Belgische grens werd onderdeel van de N290.
In tegenstelling tot het gedeelte dat haar oorsprong vond in rijksweg 60, is het gedeelte tussen Terneuzen en Terhole lange tijd slechts van regionaal belang geweest. Pas vanaf het laatste rijkswegenplan van 1984 werd ook het traject Terneuzen-Terhole onderdeel van rijksweg 61, welke daarvoor al verscheidene andere trajecten volgde. Sinds dit gedeelte opgenomen werd als planweg werd het bewegwijzerd met het nummer N61. Daar de weg tussen Terneuzen en Terhole sinds de opening van de Westerscheldetunnel geen bovenregionale functie meer vervult, is dit deel van rijksweg 61 overgedragen aan de provincie Zeeland, welke de weg onderdeel maakte van de N290.
N62 · N69 · N251 · N252 · N253 · N254 · N255 · N256/A256 · N257 · N258 · N260 · N261 · N262 · N263 · N264 · N266 · N267 · N268 · N269 · N270/A270 · N271 · N272 · N273 · N274 · N275 · N276 · N277 · N278 · N279 · N280 · N281 · N282 · N283 · N284 · N285 · N286 · N287 · N288 · N289 · N290 · N291 · N292 · N293 · N294 · N295 · N296 · N296n · N297 · N298 · N300 · N321 · N322 · N324 · N329 · N389 · N394 · N395 · N396 · N397

N556 · N562 · N564 · N570 · N572 · N590 · N595 · N598 · N601 · N602 · N605 · N607 · N612 · N613 · N615 · N616 · N617 · N618 · N620 · N622 · N625 · N629 · N631 · N632 · N637 · N638 · N639 · N640 · N641 · N651 · N652 · N653 · N654 · N655 · N656 · N658 · N659 · N660 · N661 · N662 · N663 · N664 · N665 · N666 · N667 · N668 · N669 · N670 · N671 · N673 · N674 · N675 · N676 · N682 · N683 · N686 · N689 · N690 · N831 · N843

Voormalige provinciale wegen: N299 · N551 · N552 · N553 · N554 · N555 · N560 · N561 · N563 · N565 · N566 · N567 · N568 · N571 · N574 · N580 · N581 · N582 · N583 · N584 · N585 · N586 · N587 · N588 · N589 · N591 · N592 · N593 · N594 · N596 · N597 · N603 · N604 · N606 · N608 · N610 · N611 · N614 · N619 · N621 · N623 · N624 · N626 · N628 · N630 · N634 · N642 · N657